# Antocha globulosa
Antocha globulosa är en tvåvingeart som beskrevs av Alexander 1973. Antocha globulosa ingår i släktet Antocha och familjen småharkrankar. Inga underarter finns listade i Catalogue of Life.